# Palazzo Sansedoni
Le Palazzo Sansedoni est un palais citadin donnant sur la piazza del Campo  à Sienne, qui héberge la fondation de la Monte dei Paschi di Siena.

## Histoire

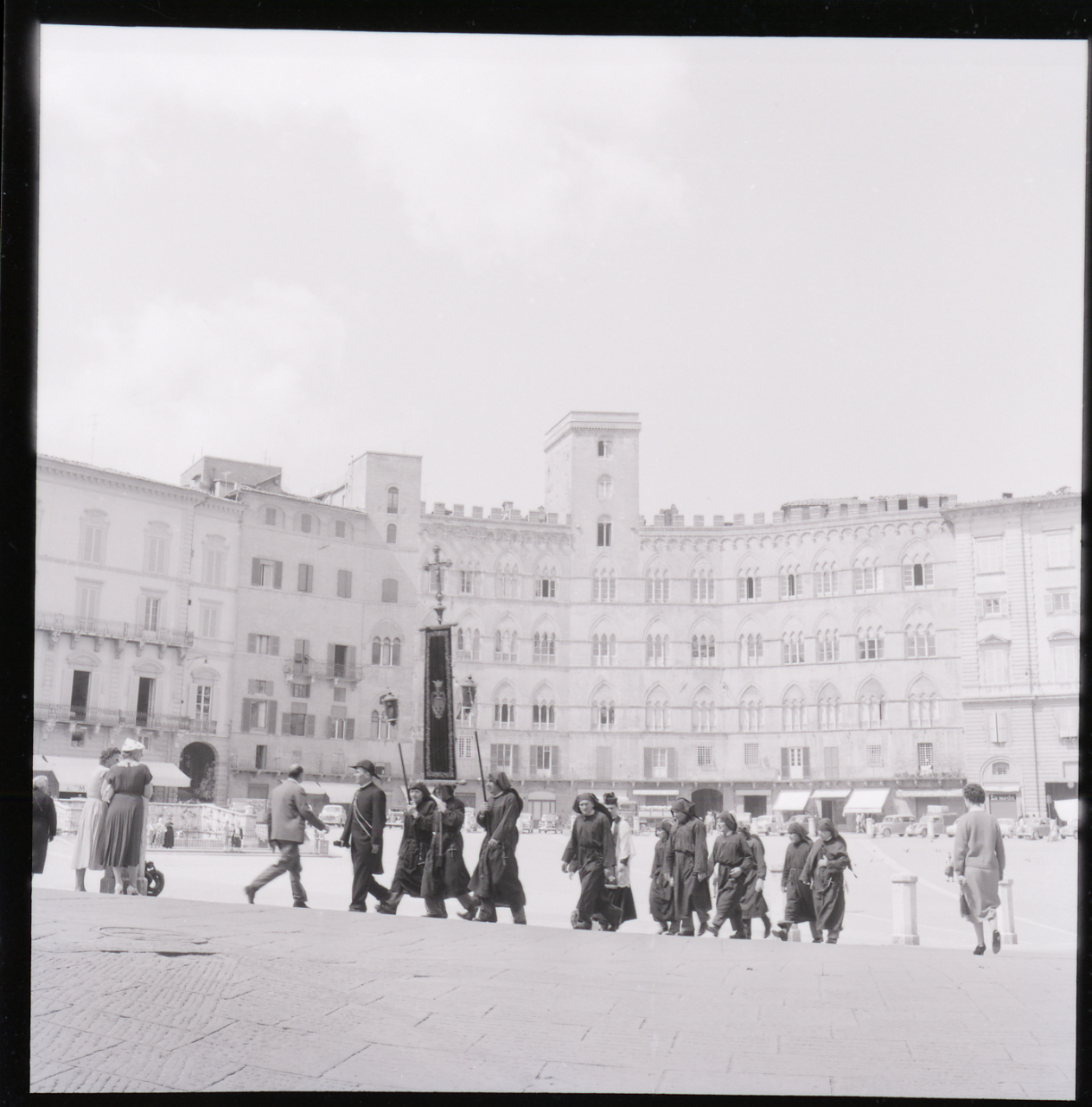
Photo par Paolo Monti, 1965

Palais privé de la fin du XIIIe siècle il résulte du rassemblement de cinq bâtiments (qui a entraîné  la suppression d'un passage vers la place du Campo depuis la Via di Città), des travaux supervisés par  Agostino di Giovanni en 1339. Ensuite, au XVIIIe siècle,  Ferdinando Ruggieri lui donna sa façade actuelle en briques rouges.

## Architecture
Cette façade épouse la courbure de la place et est équipée de fenêtres trifores à colonnettes, elle est surmontée de créneaux et d'un tour carrée réduite au Moyen Âge car elle rivalisait avec la Torre del Mangia du palazzo pubblico située en face.
Sa décoration interne est également du  XVIIIe siècle, œuvre de  Giovanni Domenico Ferretti et Anton Domenico Gabbiani (1645-1760) ; on doit aussi à Gabbiani le plafond de la chapelle privée avec la fresque  Gloria del beato Ambrogio Sansedoni. 

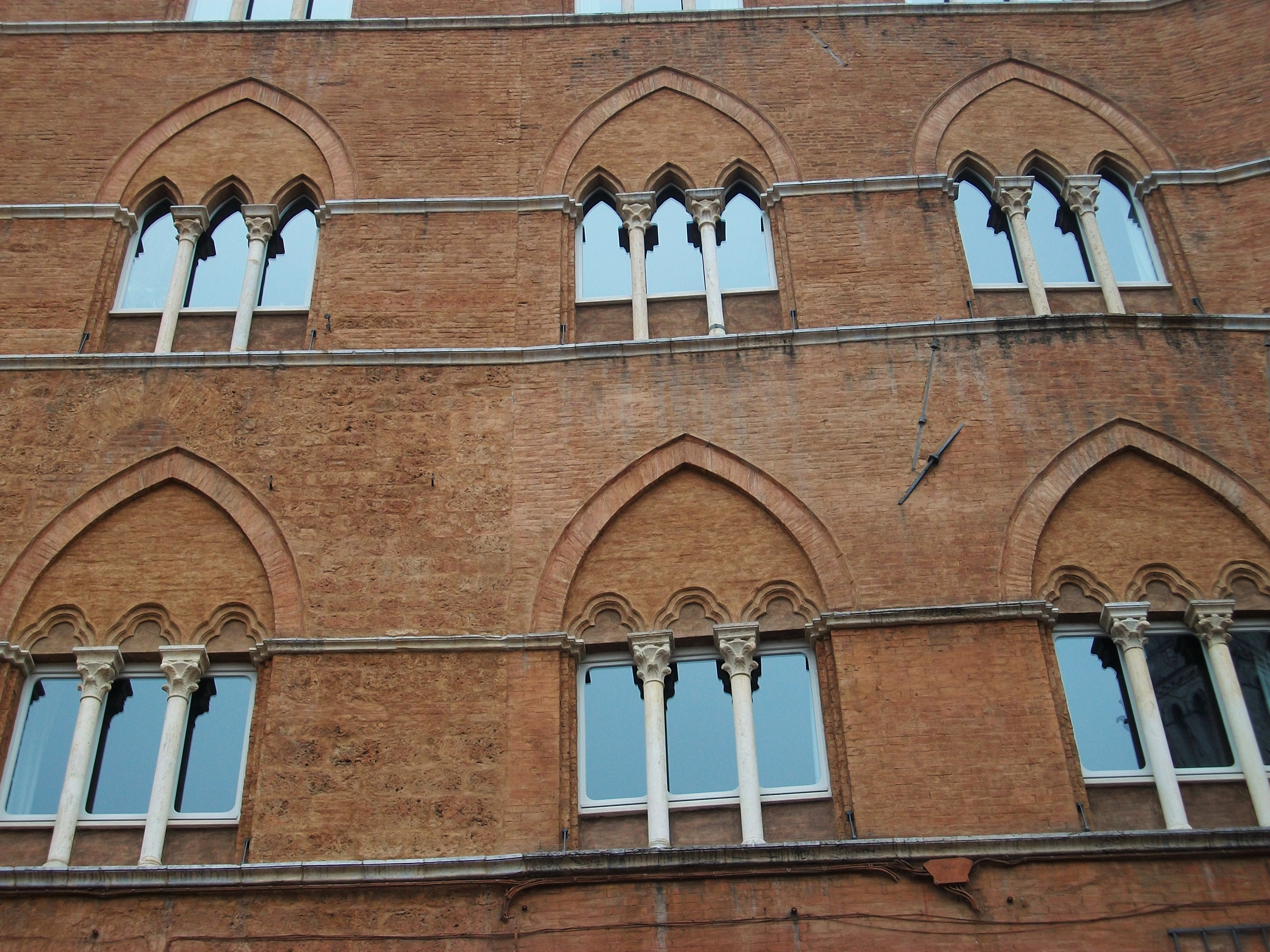
Les fenêtres trifores de la façade.